# 郭文緯
郭文緯（1947年—），SBS，IDS，JP，香港退休廉政人員，曾任副廉政專員兼执行处首长。

## 生平
郭文緯在1947年出生於香港，中學就讀聖類斯中學。
1975年在廉政公署成立不久便加入，成为调查主任。
1977年，升为总调查主任，掌管一个调查小组。
1983年，升至首席调查主任。
1988年升为执行处助理处长。
1993年升为执行处处长。
1996年3月被委任为副廉政专员，成为首位出任副廉政专员兼执行处首长的本地华人官员。
郭先生於一九九八年獲授予香港廉政公署卓越獎章 (IDS)，及於二零零二年獲授予銀紫荊星章 (SBS)。郭先生亦於二零一三年獲香港公開大學頒授榮譽大學院士榮銜，及於二零一四年獲香港大學專業進修學院頒授榮譽院士榮銜。並於二零一六年七月獲委任為太平紳士。
二零零二年退休後，郭先生獲邀請於不同院校及機構教授反貪課程及擔任顧問專家，其中包括獲委任為香港大學專業進修學院[國際反貪課程]主任及客座教授、香港城市大學顧問委員會委員、香港金融管理學院客座教授、中國國家檢察官學院客座教授、清華大學廉政與治理研究中心顧問、中南財經政法大學兼職教授及浙江萬里大學客座教授等。郭先生於二零一五年獲委任為深圳市前海廉政監督局諮詢委員會委員及珠海市橫琴廉潔島建設專家成員顧問組顧問，亦於二零一六年獲委任為全國港澳研究會理事。

## 呼籲起底法官身份
2016年2月25日，郭文緯呼籲網民對裁判官「起底」，受到廣大社會的強烈批評。前副廉政專員郭文緯前日及昨日於《頭條日報》網站及《大公報》發表文章，質疑裁判官「有問題」，郭文緯更呼籲網民將准本民前發言人黃台仰保釋的法官「起底」，並建議成立法庭監察將不合理判決及法官名公開。言論或構成藐視法庭。
律政司不點名批評有人揣測司法人員政治傾向，呼籲就裁決發表意見的人尊重法治及司法獨立，「沒有確實證據的情况下批評司法人員偏頗或猜度他們的政治取向，對維護香港的司法獨立並無裨益。」法政匯思批評，郭作為「有地位及名聲人士」，於社會撕裂時仍不慎言，批評文緯的解釋不負責任。香港大律師公會亦批評有關言論不恰當，令人對司法獨立產生不必要懷疑，並就意圖針對法官判決施壓，深表憤慨，對郭文緯呼籲網民對裁判官「起底」深表驚訝及極度遺憾。
馬恩國接受明報訪問是則稱，保障法官的私隱和普通市民無異，現時法律學生都有一些研究，從法官判案和法院外的演說，了解法官的背景及政治傾向，「對法官一種研究，不是藐視法庭，如果去跟蹤、侮辱法官個人先算係」。陸偉雄亦認同不可就此判斷為藐視法庭，未知「起底」的內容和目的。他說，「起底」不一定犯法，如翻查法官年齡、學歷、資歷等無傷大雅，法官也不會害怕。
郭文緯在事發後發表澄清聲明:「近日有傳媒及網媒報道，本人建議網民向裁判官「起底」一事，本人謹澄清如下： (1) 當日從傳媒報道中得悉黃台仰獲准保釋，內心的確感到憤慨，以致在草擬初稿上用上較激動的言詞，然而經過思考後，最後定稿時已刪去相關字眼，並且補充其他論據。(2) 但因為溝通問題，網站誤將初稿上載。當本人發覺之後已經在當晚即時在網站更正。(3) 現存在「港人講地」網站的版本及當天大公報的投稿，才是本人最後的定稿，如在其他網站轉載或流傳的版本實為錯誤版本。」
黃台仰最後棄保潛逃，現被香港特區發出拘捕令通緝，而批准他保釋的法官不用負責。所以郭文緯提出要效法很多西方國家例如美國、加拿大及歐洲成立行之有年的民間組織「法庭監察」，加強法官對人民的問責性 , 亦能制衡失職法官。